# Hemiodus jatuarana
Hemiodus jatuarana es una especie de pez de la familia Hemiodontidae en el orden de los Characiformes.

## Hábitat
Es un pez de agua dulce y de  clima tropical.

## Distribución geográfica
Se encuentran en Sudamérica:  cuenca del río Amazonas